# Porte de la Chapelle
De Porte de la Chapelle is een toegangspunt (porte) tot de stad Parijs, gelegen in het noordelijke 18e arrondissement aan de Boulevard Périphérique.
Vanuit de Porte de la Chapelle vertrekken de autosnelweg A1 en de nationale weg N1 naar Rijsel. De N1 is hernoemd in RNIL 1. De Rue de la Chapelle verbindt de Porte de la Chapelle in de richting van de binnenstad.
Bij de Porte de la Chapelle is het gelijknamige metrostation Porte de la Chapelle aanwezig, die onderdeel is van de Parijse metrolijn 12.